# Верхня Саксонія
Верхня Саксонія (нім. Obersachsen) — велика частина колишніх володінь Веттінів, в основному на території нинішньої землі Саксонія.
Назва цих територій ґрунтується на тому, що після повалення Генріха Льва титул «герцог Саксонії» отримали Асканії і пізніше Веттіни.
Ці династії здобули заслуги при завоюванні слов'янських територій на сході й титул «подорожував» з ними уздовж за течією річки Ельба. Для розрізнення від власне саксонських територій, які розташовувалися внизу за течією річки, була створена назва «Верхня Саксонія». Але оскільки Верхня Саксонія в середньовіччі стала економічно набагато більш значимою, ніж Нижня Саксонія, то приставку Верхня приватно опускали і для цих територій залишилася назва Саксонія.